# 价古青年駅
价古青年駅（ケゴチョンニョンえき、朝鮮語: 개고청년역）は朝鮮民主主義人民共和国慈江道松源郡にある駅で、満浦線に属する。 

## 隣の駅
満浦線
東新駅 - 价古青年駅 - 椽木駅